# Речные братья
Речные братья (англ. River Brethren) — одно из ответвлений в меннонитстве, возникшее в штате Пенсильвания во второй половине XVIII века.
Основатель — Якоб Энгле (1753—1854), который считал истинным способом крещения троекратное погружение в реку. Он выступал за сохранение меннонитских традиций в одежде и поведении.
В дальнейшем эта организация разбилась на ряд течений : «Церковь братьев во Христе», «Речные братья старого порядка (йоркеры)», «Объединённая церковь Сиона», «Товарищество братьев во Христе» и другие, которые до сих пор сохраняются на территории США.